# Дубовой, Виктор Викторович
Ви́ктор Ви́кторович Дубово́й (25 ноября 1961, Новошахтинск, Ростовская область, РСФСР, СССР — 29 апреля 2019) — российский военно-морской лётчик, один из пионеров отечественной палубной авиации, Герой Российской Федерации (6.01.1999). Полковник (4.02.2004).

## Биография
В Советской Армии с 1978 года. В 1982 году окончил Ейское высшее военное авиационное училище лётчиков имени В. М. Комарова с отличием. По окончании училища служил в минно-торпедном авиационном полку ВВС Балтийского флота. Там познакомился с заместителем командира полка по лётной подготовке Тимуром Апакидзе, который вскоре предложил Виктору Дубовому принять участие в становлении отечественной палубной авиации.  В 1988 году по предложению Т. Апакидзе переведён в 100-й полк корабельной авиации 33-го Центра боевого применения и переучивания лётного состава морской авиации имени Е. Н. Преображенского ВВС Черноморского флота (аэродром Саки).
В 1992 году с распадом СССР вместе с полком перешёл в состав ВВС Северного флота, в гарнизон Североморск-3. В 1994 году одним из первых лётчиков совершил посадку на палубу тяжёлого авианесущего крейсера «Адмирал флота Советского Союза Кузнецов» (до него такие посадки совершали только Тимур Апакидзе и Игорь Кожин). Освоил дозаправку в воздухе и элементы высшего пилотажа «Колокол» и «Кобра Пугачёва». В 2000 году окончил Военно-морскую академию имени Н. Г. Кузнецова. После окончания академии продолжил службу в ВВС Северного флота, был заместителем командира 279-го отдельного корабельного истребительного авиационного полка ВВС Северного флота, старшим лётчиком-инспектором отдела боевой подготовки штаба ВВС Северного флота. К 2004 году имел на личном счету свыше 200 посадок на палубу авианесущего крейсера и свыше 2 000 часов налёта, освоил 6 типов самолётов. Участник ряда дальних морских походов.
С 2009 года — в отставке. Жил в Москве. Скончался 29 апреля 2019 года. Похоронен на Федеральном военном мемориальном кладбище.

## Награды
- Медаль «Золотая Звезда» Героя Российской Федерации № 474 (6.01.1999) — за высокие показатели в служебной деятельности, отвагу и мужество, проявленные при освоении техники нового поколения
- Орден Мужества (1995)
- Орден Красной Звезды (1991)
- медали
- Заслуженный военный лётчик Российской Федерации (29.07.2002)[7]